# Istme de Kra

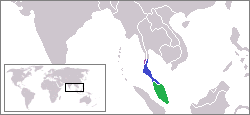
L'istme de Kra amb la península Malaia

L'istme de Kra és la franja que comunica la península Malaia amb el continent asiàtic. La part occidental de l'istme està sota el govern de Tailàndia, mentre que l'oriental es troba sota l'administració de la divisió de Tenasserim, Myanmar. A l'oest de l'istme de Kra es troba el mar d'Andaman, i a l'est el golf de Siam. L'istme de Kra marca el límit entre dues seccions de la serralada central, coneguda com a muntanyes de Tenasserim, que recorre la regió de nord a sud des dels Estats Shan fins a la part meridional de la península Malaia. La part més estreta, a l'alçada de l'estuari del riu Kra i la ciutat de Chumphon, té una amplada de 44 km. L'istme rep el nom de la vila de Kra Buri, a la província de Ranong, Tailàndia, al costat occidental de la part més estreta.